# Dobrava, Maribor
Pokopališče (in spominski park) Dobrava se nahaja v Mariboru, blizu ulice Dogoše.
Nastanek pokoplaišč(a)
Zgodba pokopališča Dobrava sega v sredino 20. stoletja.  Nastale so prve ideje za opustitev mestnih pokopališč in gradnje velikega centralnega pokopališča v Stražunskem gozdu. Pokopališče je začelo dobivati svojo podobo med letom 1980 in 1985. Leta 1985, 15. junija je začelo z obratovanjem.
Niko Stare in Dušan Muravec iz ZUM (Zavoda za Urbanizem Maribor) sta imela ključno vlogo pri načrtovanju pokopališča, znotraj Komunaprojekta pa je prevzel projekt arhitekt Vlado Emeršič.
Z ozirom na naravne dejavnosti, se Pokopališče Dobrava deli v dve značilni kranjski območji: na tratno na njivskem zemljišču ter na gozdno oz. parkovno 
- tratni del pokopališča predstaclja območje, ki je za pokopavanje prevzelo glavni delež površin, predvsem za klasične (zemeljske) pokope. 
- Pri gozdnem (parkovnem) delu pokopališča se pri formiranju grobnih polj upošteva že obstoječa mreža poti.

Posebnosti pri pokopališču Dobrava so, da je bilo prvotno zasnovano kot zelena travnata površina. Imela je manjša spominska obrežja, kar pomeni, da se s kamnom ali drugimi ureditvenimi elementi niso pokrivala grobna mesta.
Zasnova je preveč odstopala od tradicionalnih slovenskih pokopališč, zato se je sčasoma dopustili manjši arhitekturni odmiki od prvotne zasnove, a kljub temu so tratni grobovi in s cipresami ločena grobna polja še vedno posebnost.
Pomembnejši deli pokopališča Dobrava so poleg tratnega in gozdnega dela tudi:
• kermatorij in poslovni objekt,
• muslimanski predel grobov,
• grobno polje za razteos pepela umrlih,
• Park spominov, ki na mariborskem območju simbolno povezuje vsa vojna grobišča (Spominski park Dobrava) ter
• pokopališče za male živali.

VIRI: